# Осинник (Гомельская область)
Осинник (бел. Асіннік) — упразднённый посёлок в Новоиолченском сельсовете Брагинского района Гомельской области Беларуси.

## География
В 39 км на юго-восток от Брагина, 3,5 км от железнодорожной станции Иолча (на линии Овруч — Чернигов), 158 км от Гомеля. Рядом автомобильная дорога Мозырь — Чернигов.
После аварии на Чернобыльской АЭС (30 км от деревни) жители были переселены в 1986 году в чистые места.

## История
Основан в начале 1920-х годов на бывших помещичьих землях переселенцами из соседних деревень. В 1932 году организован колхоз. Входил в состав совхоза «Красное» (центр — деревня Красное).
С 29 ноября 2005 года деревня исключена из учётных данных.

## Население
- 1959 год — 58 жителей (согласно переписи)
- 1986 год — жители (7 семей) выселены